# Anticlea
Anticlea Kunth – rodzaj wieloletnich, ziemnopączkowych roślin zielnych z rodziny melantkowatych, obejmujący 11 gatunków występujących w Rosji (od wschodniej Niziny Wschodnioeuropejskiej do Sachalina), Mongolii, Chinach, Korei i Japonii oraz w Ameryce Północnej i Gwatemali.
Rodzaj posiada homonim w taksonomii zoologicznej: Anticlea Stephens 1831 – rodzaj motyli z rodziny miernikowcowatych.

## Morfologia
PokrójRośliny zielne.
ŁodygaPędem podziemnym jest wąsko jajowata cebulka. Pęd naziemny wzniesiony.
LiścieLiście odziomkowe i łodygowe wąsko lancetowate.
KwiatyKwiaty obupłciowe lub jednopłciowe, sześciopręcikowe, zebrane w haplokauliczne grono, wsparte równowąsko-lancetowatymi do jajowatymi przysadkami. Okwiat pojedynczy, trwały, sześciolistkowy. U nasady każdego listka obecny jest pojedynczy, dwuklapowy gruczołek wydalniczy. Pręciki wolne lub u nasady zrośnięte z okwiatem, o nitkowatych nitkach i drobnych, kulistych do nerkowatych główkach. Zalążnia częściowo dolna, trzykomorowa, przechodząca w trzy smukłe szyjki słupka.
OwoceJajowate do stożkowatych torebki, trójklapowe. Nasiona podługowate lub odwrotnielancetowate, wąsko oskrzydlone lub kanciaste.

## Systematyka
Pozycja rodzaju według Angiosperm Phylogeny Website (aktualizowany system APG IV z 2016)
Rodzaj zaliczany jest do podrodziny Melanthieae w rodzinie melantkowatych (Melanthiaceae), należącej do rzędu liliowców (Liliales) zaliczanych do jednoliściennych (monocots). Zgodnie z badaniami filogenetycznymi podrodziny Melanthieae rodzaj Anticlea stanowi klad siostrzany rodzaju wartołka (Stenanthium).
Przez wiele lat rośliny te zaliczane były do sekcji Anticlea wydzielanej w ramach polifiletycznego rodzaju Zigadenus. Ponowne podniesienie tej sekcji do rangi rodzaju nastąpiło w 2002 roku na podstawie wyników badań filogenetycznych.
Gatunki
- Anticlea elegans (Pursh) Rydb.
- Anticlea frigida (Schltdl. & Cham.) Zomlefer & Judd
- Anticlea hintoniorum (B.L.Turner) Zomlefer & Judd
- Anticlea mogollonensis (W.J.Hess & Sivinski) Zomlefer & Judd
- Anticlea neglecta (Espejo, López-Ferr. & Ceja) Zomlefer & Judd
- Anticlea occidentalis (A.Gray) Zomlefer & Judd
- Anticlea sachalinensis (F.Schmidt) Zomlefer & Judd
- Anticlea sibirica (L.) Kunth
- Anticlea vaginata Rydb.
- Anticlea virescens (Kunth) Rydb.
- Anticlea volcanica (Benth.) Baker